# Neil Oatley
Neil Oatley (Camberwell, 12 de junho de 1954) é um diretor de projeto e desenvolvimento que atualmente ocupa o cargo de diretor de projeto e desenvolvimento da McLaren.

## Carreira
Oatley graduou-se da Universidade de Loughborough em 1976 com um grau de engenharia automotiva. Ele trabalhou brevemente fora de corridas de automóveis antes de se juntar à equipe Williams em 1977. Lá, ele se tornou um dos muitos jovens engenheiros a ter trabalhado ao lado de Patrick Head no início de suas carreiras antes de passar para outras organizações. Oatley trabalhou como projetista antes de se tornar engenheiro de corrida de Clay Regazzoni e Carlos Reutemann.
Em 1984, Oatley foi recrutado por Carl Haas para trabalhar no projeto FORCE F1, mas os resultados foram ruins e a equipe se retirou da Fórmula 1 em 1986.
Oatley se juntou à equipe da McLaren pouco depois de deixar a FORCE e trabalhou ao lado de John Barnard no escritório de projeto. Barnard foi substituído logo por Gordon Murray cujo chassi MP4/4 só não ganhou uma única corrida da temporada de 1988, e quando Murray mudou-se para o projeto do novo carro de estrada da McLaren, Neil Oatley foi promovido a projetista chefe, seus carros que conquistaram títulos foram os de: 1989, 1990, 1991, 1998 e 1999. Oatley continuou trabalhando como projetista chefe da McLaren até 2003, quando se tornou diretor executivo de engenharia, mudando de posição para abrir caminho para Mike Coughlan se tornar o projetista chefe.
A função atual de Neil como diretor de projeto e desenvolvimento é definir as especificações para diferentes corridas e supervisionar os processos de construção e aprovação de cada novo componente.